# Volker Heyn
Volker Heyn (* 13. Dezember 1938 in Karlsruhe) ist ein deutscher Komponist.

## Leben
Volker Heyn studierte von 1957 bis 1960 in Karlsruhe Gesang bei Walter Neugebauer und von 1961 bis 1963 an der Savitzki Actor's School in Melbourne. Zwischen 1966 und 1970 lernte er privat Gitarre bei Antonio Losada und Musiktheorie bei Don Andrews in Sydney. Danach studierte er von 1971 bis 1977 Gitarre an der Musikhochschule Karlsruhe, wo er auch Komposition mit Eugen Werner Velte studierte und ein Mitglied seiner Gruppe für Kreative Musik war.
Seine Auszeichnungen schließen Stipendien der Kunststiftung Baden-Württemberg 1981, der Heinrich-Strobel-Stiftung in Freiburg im Breisgau 1982 und der Rolf-Liebermann-Opernstipendium 1988 ein. Sein Ferro canto, ein Auftragswerk, ist zwei Mal von Donaueschingen (1989 und 1991) annulliert worden. Im Februar 2022 zum Eclat (Musikfestival) in Stuttgart, erlebt das Stück durch das SWR Symphonieorchester, das SWR-Experimentalstudio Freiburg und den Dirigenten Gregor Mayrhofer seine Uraufführung. 
Er wohnte von 1960 bis 1971 in Australien und arbeitete in verschiedenen Berufen, so auch als Verschiebenhilfsarbeiter einer Stahlfabrik, in der er sein erstes Treffen der metallischen Art hatte, das ihn zu den Experimenten führte, welche die Töne der harten und weichen Ränder des nachhallenden Metalls einbeziehen. Außerdem war er für zwei Jahre Mitglied einer reisenden Gruppe, die Produktionen mit und ohne Musik darstellte. Seit 1971 wohnt er wieder in Deutschland.
1984 und 1986 hielt er Vorlesungen in Darmstadt und gab Konzerte. Vorträge hielt er auch in Australien (1987) und in Kyōto (1993 bis 1994).
Er schrieb für viele unterschiedliche Besetzungen (5 Orchesterwerke, 5 Vokalwerke und sehr viele Kammermusik). Er hat auch viele Auftragswerke geschrieben, etwa Water Music (2000) für Klavier und Seehafen.

## Werke
Orchester 
- tem, 1980; 18' Orchester
- Eezy Comma, 1981; 19' grosses Orchester
- Dükurrahsch Mongkhör, 1984; 23' grosses Orchester und Tonband
- Ferro Canto, 1989; 30' grosses Orchester und Tonband

Bühne
- Geisterbahn, 1989; ca. 50' Musiktheater; 17 Akteure und Tonband
- Kowalski's Katz oder the Rest of the fuckin' Story, 2003; 60' instrumental theater; percussion, keyboard, e-gitarre, e-cello, e-bass, tonband, live electronics

Performance
- Kaffeefahrt zum Kühlturm, 1986; 20' gestimmte Öltonne, Metallplatten, Spielzeugorgel, Stimme, Tonband
- Did yer hear that?, 1986; ca. 20' hängendes Piano, Akteur, Tonband
- The Raven, 1997-2000; happening mit offenem Ende, Materialien: Schrott, Greifbagger, live electronics
- Water Music, 2000; Performance mit offenem Ende; Piano, Seehafen-Szenario
- Corral's End, 2019; ca. 35' for ensemble, female voice, tape, visual media and forms of crossover, after Upton Sinclair's novella The Jungle (1906), a project

Kammermusik
- Break, 1979; 12' percussion, 4 Spieler
- Drihmthoym, 1982; 22-120' raumakustischer Alptraum; 2 Klarinetten, Tarogato 2 Saxophon, 2 Hörner, 2 Trompeten, 2 Posaunen, 3 oder mehr Percussion
- Nachtschicht, 1982; 16' 3 Percussion, Cello, K-Bass